# مؤسسة رؤيا
مؤسَّسة رؤيا، أو مؤسَّسة رؤيا للثقافة المعاصرة في العراق، هي منظمة غير حكومية وغير ربحية مسجَّلة في العراق. تأسست سنة 2012، ويضم مجلس إدارتها تمارا جلبي (رئيسة)، وريم شاثر-كبة، وشوان إبراهيم طه.

## المعارض
يشمل برنامج المعارض في مؤسَّسة رؤيا أعمالًا لفنانين عراقيين في مجموعة من الوسائط، مثل النحت، والرسم، والتركيب الفني، والفيديو، والتصوير الفوتوغرافي. لا تمتلك المؤسسة مجموعة دائمة، لكنها تدير برنامجًا دوريًا للمعارض في موقعها "متجر رؤيا" في شارع المتنبي ببغداد.
| التاريخ | المعرض                                             | الفنانون |
| ------- | -------------------------------------------------- | --- |
| 2013    | أهلاً بكم في العراق، إشراف جوناثان واتكينز          | عبد الرحيم ياسر (مواليد 1951)، عقيل خريف (مواليد 1979)، علي سامية (مواليد 1980)، باسم الشاكر (مواليد 1986)، جيمان إسماعيل (مواليد 1966)، فرات الجميل (مواليد 1965)، حارث الهمام (مواليد 1987)، جمال بنجويني (مواليد 1981)، كاظم نوير (مواليد 1967)، ياسين وامي (مواليد 1973)، هاشم طايع |
| 2015    | جمال غير مرئي، إشراف فيليب فان كوترن               | لطيف العاني، أكام شيخ هادي، رباب غزول، سلام عطا صبري، وحيدر جبار. |
| 2017    | أثري، إشراف تمارا جلبي وباولو كولومبو              | شيركو عباس، صادق كويش الفراجي، فرانسيس أليس، علي أركادي، لواري فاضل، شاكر حسن آل سعيد، نادين حطوم، جواد سليم، ساكار سليمان |
| 2019    | الوطن: سربست بران، إشراف تمارا جلبي وباولو كولومبو | سربست بران (مواليد 1968) |

## المشاريع
تحتفظ مؤسَّسة رؤيا بقاعدة بيانات للفنانين العراقيين.
أصدرت المؤسَّسة منذ عام 2017 سلسلة دفاتر رؤيا. وقد حاز كتاب أحادي عن أعمال المصوّر العراقي لطيف العاني، نُشر بالشراكة معها، على جائزة الكتاب التاريخي في مهرجان لي رنكتر دآرل عام 2017.

## خرائط رؤيا
في عام 2018، أطلقت مؤسَّسة رؤيا منظمة شقيقة باسم خرائط رؤيا. وهي مؤسسة خيرية مسجَّلة في المملكة المتحدة، أُنشئت لمعالجة احتياجات محددة اكتشفتها مؤسَّسة رؤيا أثناء عملها الفريد في العراق، وتبيّن أنها تنطبق على نطاق دولي. تقودها تمارا جلبي، وتقدّم برنامجًا يشمل معارض وتكليفات ومنشورات.
استضافت خرائط رؤيا أول معرض فردي للفنان الفنزويلي بيبي لوبيز في المملكة المتحدة بعنوان كريساليدا، في كنيسة فيتزروفيا عام 2017. كما نظّمت معرضًا موازيًا غير رسمي في بينالي البندقية الثامن والخمسين بعنوان قلب محطم، ضمّ فنانين من مناطق الصراع حول البحر المتوسط.